# استیگن
استیگن (به سوئدی: Stigen) یک منطقهٔ مسکونی در سوئد است که در بخش فرگلاندا واقع شده‌است. استیگن ۰٫۷۰ کیلومتر مربع مساحت و ۴۲۸ نفر جمعیت دارد.